# Yunga
Yunga je přírodní region v Bolívii a části Peru. Tvoří přechodnou oblast mezi Amazonií a Andami, respektive punou. Oblast je charakteristická velkými výškovými rozdíly a velkou biodiversitou. Rostou zde nížinné lesy, mlžné lesy i horské lesy.

## Vegetace
Charakterizována je nadmořskou výškou od 500 do 2 500 m n. m. V této zóně roste jednak velké množství endemitů, za druhé se zde také uchovává řada kulturních druhů rostlin. Z okopanin jsou to především brambory, ostatní kořenová zelenina používaná jako okopaniny zahrnuje druhy dosna indická (Canna edulis), Arracacia xanthorrhiza, nocenka Mirabilis expansa či povijnice batátová (Ipomoea batatas). Z luskovin jsou to pak hlavně fazol obecný (Phaseolus vulgaris), fazol měsíční (Phaseolus lunatus) a Lupinus mutabilis. Z ovoce pak například mochyně peruánská (Physalis peruviana), narančila Solanum quitoense, rajčenka Cyphomandra betacea, Annona cherimola; ze zelenin tykev obrovská (Cucurbita maxima) nebo ačokča (Cyclanthera pedata).